# Añoranzas Negras
Añoranzas Negras fue una comparsa uruguaya de candombe que se destacó entre las “sociedades de negros y lubolos” en las décadas de 1950 y 1960. La comparsa generó numerosas innovaciones en esta categoría del carnaval uruguayo, creando nuevos personajes (vedette y partenaire) y trayendo novedades estéticas en vestuario y otros rubros. 
Añoranzas Negras contó con figuras destacadas de la cultura afrouruguaya como Martha Gularte, Carlos "Pirulo" Albín y Gloria Pérez Bravo en la danza, Lágrima Ríos y Ruben Rada en las voces y Juan Ángel Silva en tambores.

## Historia
Añoranzas Negras participó del carnaval por primera vez en 1948. Tenía su sede en el barrio de Buceo, en la casa de su director, José Antonio Lungo, y ensayaba en el Club Farewell.
La comparsa desarrolló su actividad en una época de grandes transformaciones para el candombe y el carnaval uruguayos, que incluiría la creación de las "Llamadas", un desfile exclusivo para comparsas de candombe creado oficialmente por la Intendencia de Montevideo en 1956.
Añoranzas Negras tuvo un éxito importante en los concursos de carnaval: ganó el primer premio durante 5 años consecutivos —entre 1949 y 1953— y volvió al primer puesto en la categoría de "Sociedades de Negros y Lubolos" en 1957, 1961, 1966 y 1968.

Este desempeño fue posible debido a la inclusión de figuras trascendentales para el candombe e innovaciones que dejarían huella: principalmente la creación del personaje de la "vedette" y su acompañante el bailarín "partenaire". La primera vedette en desfilar en una comparsa fue Gloria Pérez Bravo, una bailarina afrovenezolana que desfiló en Añoranzas Negras el año de su fundación. Sin embargo, quien desarrolló el personaje de la vedette en su plenitud fue Martha Gularte, que desfiló invitada por "Pirulo" Albín en Añoranzas Negras a partir de 1949. La propia Martha ha dicho que:
Se le puso “vedette” porque yo era vedette, no por otra razón. Además, yo veía que las chiquilinas desfilaban con un vestido largo hasta abajo, ajustadito, con un voladito, y alpargatas y cintitas. Entonces fue que dije: “Por favor, así no. Vamos a ponernos taquitos, polleras cortas, volados, una manga sí y otra no”. Y también agregué movimientos de brazos, porque en aquel entonces se bailaba muy a lo africano, ¿sabés, Jorge? Y yo le puse una coreografía más adelantada, menos colonial. Junté esa bailarina de danzas africanas con lo que había venido haciendo: danza cubana, zapateo, de todo.

Es importante destacar que las comparsas se encontraban en un momento de viraje hacia un modelo de entretenimiento y espectáculo que trajo cambios profundos en los conjuntos de candombe. El aporte de Añoranzas Negras y su principal rival Miscelánea Negra, fue clave en este proceso. El historiador George Reid Andrews lo caracteriza así:

La vedette de candombe Martha Gularte en el desfile de carnaval de 1950 en Montevideo.

En esta reincorporación de la mujer a las comparsas jugaron un rol central dos empresarios (blancos) del carnaval, Emidio Riverón y José Antonio Lungo. Con el Teatro del Verano recién inaugurado, Riverón y Lungo trataron de combinar las tradiciones históricas de las comparsas, sus tambores y el candombe con la producción más moderna que aportaban las troupes: mejores y más brillantes disfraces, arreglos musicales más sofisticados, cantantes y músicos estrellas y coreografías con bailarinas estables. Los cambios en el espectáculo fueron tan notables que era posible preguntarse si el nombre de “sociedades de negros” todavía se aplicaba a estos conjuntos.

## Posiciones
Resultados obtenidos desde su ingreso al carnaval.
| 1949 | 1950 | 1951 | 1952 | 1953 | 1957 | 1961 | 1966 | 1968 |
| ---- | ---- | ---- | ---- | ---- | ---- | ---- | ---- | ---- |
| 1º   | 1º   | 1º   | 1º   | 1º   | 1º   | 1º   | 1º   | 1º   |